# Vyšší Brod klášter
Vyšší Brod klášter – stacja kolejowa w miejscowości Vyšší Brod, w kraju południowoczeskim, w Czechach. Nazwa stacji nawiązuje do pobliskiego klasztoru, jednego z najważniejszych zabytków w południowych Czechach. Znajduje się na wysokości 560 m n.p.m..  
Na stacji istnieje możliwość zakupu biletów i rezerwacji miejsc.

## Linie kolejowe
- 195 Rybník - Lipno nad Vltavou